# Cessna 210 Centurion

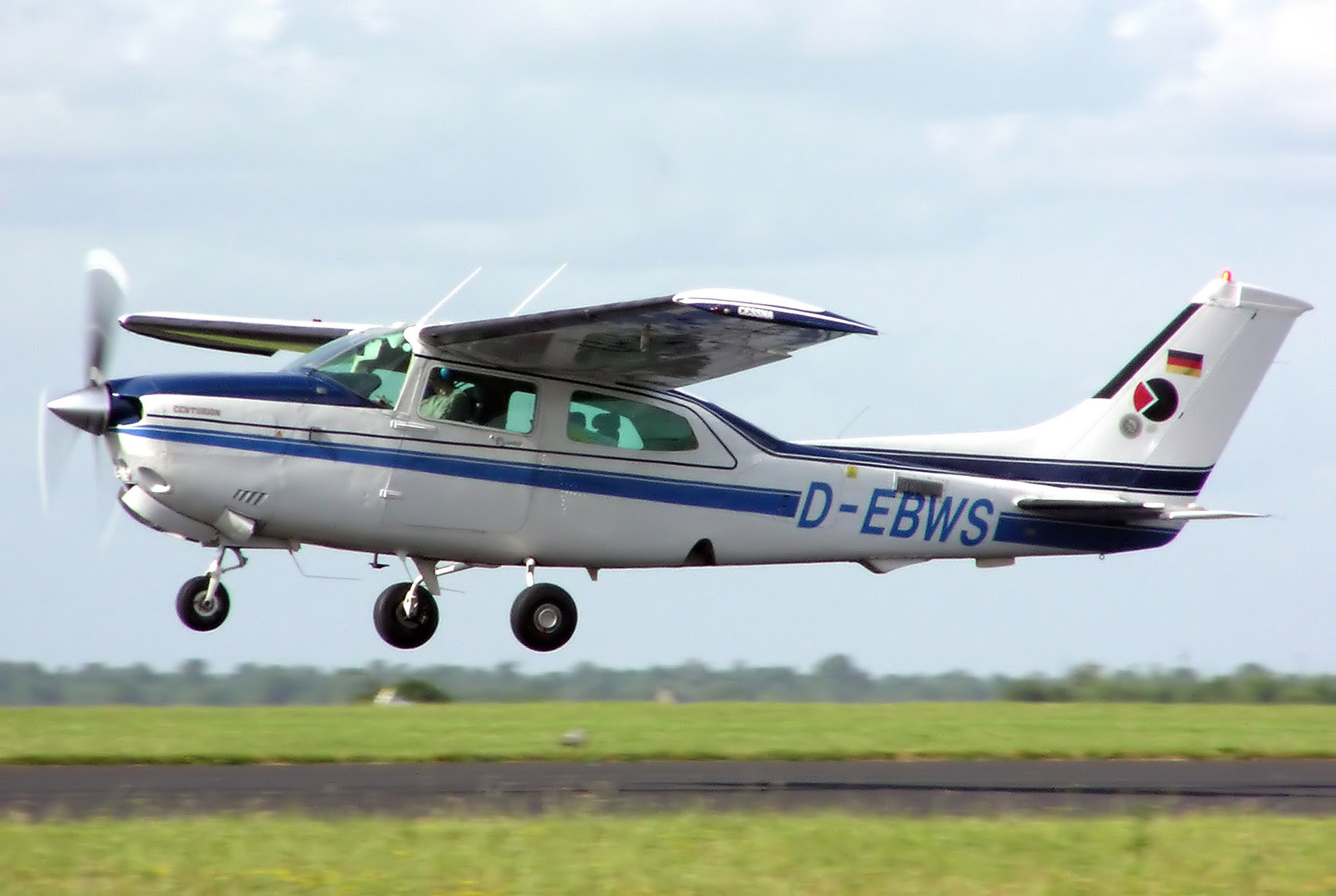
Cessna 210 Centurion

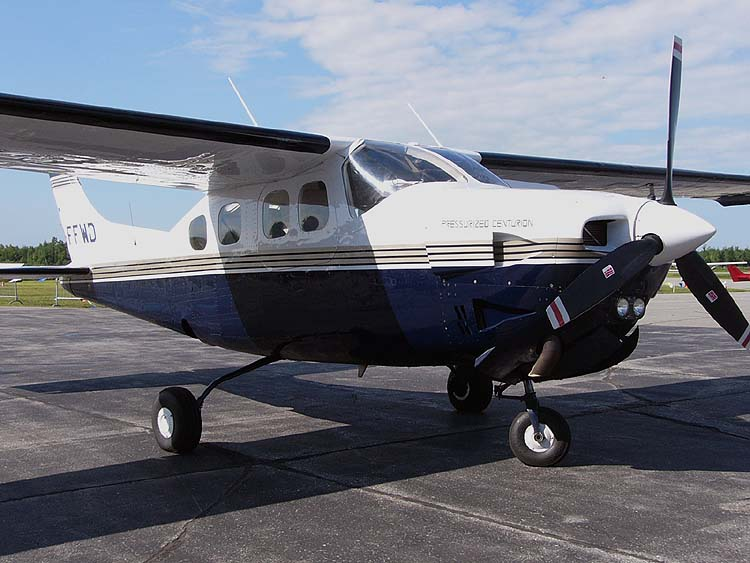
Cessna P210N met drukcabine, herkenbaar aan de kleinere ramen

De Cessna 210 Centurion is een Amerikaans eenmotorig hoogdekker sportvliegtuig met intrekbaar landingsgestel. Het toestel met vier of zes zitplaatsen maakte zijn eerste vlucht in januari 1957. Totaal zijn er, inclusief alle varianten, door vliegtuigfabrikant Cessna meer dan 9240 van gebouwd.
De eerste Cessna 210 (210 en 210A) had vier zitplaatsen en een zescilinder 260 pk Continental motor. Het was feitelijk een Cessna 182 met een nieuwe vleugel en intrekbaar landingsgestel. De twee wielpoten werden ingetrokken onder in de romp. De wielkastverhoging in de romp van model 210D werd vanaf 1964 aangepast om te fungeren als een extra zitplaats voor twee kinderen of kleine volwassenen.
Vanaf 1967 (model 210G) werden de twee kenmerkende Cessna vleugelstijlen afgedankt en waren beide vleugels geheel vrijdragend. Het model 210K, vanaf 1970, had zes volwassen zitplaatsen doordat de wielkast onder in de romp verder naar achteren werd verplaatst. Vanaf 1979 (model 210N) werden de wieldeuren verwijderd, aangezien hier vrij regelmatig problemen mee waren. De intrekbare wielpoten werden nu strakker passend in de romp geplaatst om de luchtweerstand te reduceren.

## Varianten
De Cessna 210 werd geproduceerd in 26 varianten. De Cessna Centurion met motoren zonder turbo's werden aangeduid als 210. Met turbolader als T210. De versies met een drukcabine als P210.
Overzicht Cessna 210 Centurion modellen:
- C210, C210A-D
- C210E-H&J
- T210F-H&J, Centurion met turbolader.
- C210K-N&R, Centurion II
- T210K-N en de P210N, Centurion II met turbolader
- 210N, T210N (met turbolader) en P210N (met drukcabine) waren de meest geproduceerde modellen.
- T210R en P210R, dit zijn de duurste en meest zeldzame Centurion-exemplaren welke in kleine aantallen werden gemaakt in de jaren 1985 en 1986.

Er waren, naast de verschillende typen motoren, nog diverse opties mogelijk zoals: tiptanks, speed-brakes, STOL kits en wieldeurmodificaties.
Cessna 205, 206 en 207 Stationair
De Cessna 210 met een vast landingsgestel werd vanaf 1962 op de markt gebracht als de zespersoons Cessna 205 Skywagon, Skylane en Stationair. Dit toestel kon, net als zijn opvolgers met type-aanduiding 206 en 207, optioneel worden uitgerust met ski- of drijveronderstel. Het toestel is in 2021 nog steeds in productie.

## Problemen met de vleugelconstructie
Op 21 mei 2012 vaardigde de Federal Aviation Administration een aanwijzing uit om alle Cessna 210 vliegtuigen met vrijdragende vleugels onmiddellijk te inspecteren. Toestellen met meer dan 10.000 vlieguren kregen een vliegverbod totdat de vleugelconstructie was geïnspecteerd op scheuren.
Op 26 mei 2019 brak tijdens de vlucht de rechtervleugel af van een Cessna T210M. Het toestel werd onbestuurbaar en stortte neer met twee doden als gevolg. Haarscheurtjes in de vleugelligger door metaalmoeheid en corrosie werden als de oorzaak aangewezen, waarna een verplichte inspectie volgde voor alle Cessna 210 toestellen.

## Specificaties
- Type: Cessna 210 Centurion
- Fabriek: Cessna
- Bemanning: 1
- Passagiers: 3-5
- Lengte: 8,59 m
- Spanwijdte: 11,20 m
- Hoogte: 2,95 m
- Vleugeloppervlak: 16,3 m²
- Leeg gewicht: 1045 kg
- Maximum gewicht: 1814 kg
- Brandstof: 330 liter

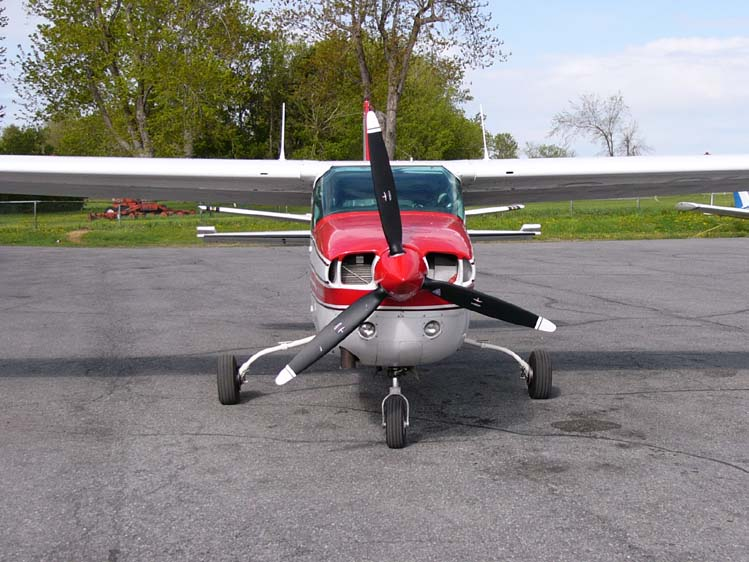
Cessna T210L met vrijdragende vleugels zonder vleugelstijlen

- Motor: 1× Continental Motors TSIO-520-R zescilinder boxermotor met turbolader, 310 pk
- Propeller: Drieblads McCauley constant-speed propeller, 2,29 m diameter
- Eerste vlucht: 1957
- Aantal gebouwd: 9240 (1957-1986)

Prestaties:
- Maximumsnelheid: 378 km/u op 5200 m
- Kruissnelheid: 357 km/u op 6100 m
- Klimsnelheid: 4,7 m/s
- Plafond: 8200 m
- Vliegbereik: 1700 km